# 에티엔 랄롱드튀르비드
에티엔 랄롱드튀르비드(프랑스어: Étienne Lalonde-Turbide, 1989년 5월 12일 ~ )는 캐나다의 펜싱 선수로 주 종목은 플뢰레이다. 2012년 하계 올림픽에서 그는 남자 플뢰레 개인전에 출전하였으나, 32강전에서 미국의 알렉산더 마시알라스에게 6-15로 패하며 탈락하였다.